# 中生動物
中生動物（ちゅうせいどうぶつ、Mesozoa）とは、後生動物としての体組織や器官を完全には備えていない動物である。かつては、中生動物門（ちゅうせいどうぶつもん、Phylum Mesozoa）として1つの門にまとめていた。かつては後生動物に含めることのできない所属不明の小型多細胞動物が無差別に入れられ、動物分類の屑籠（Wastebasket taxon）となっていたが、のちにそれらは除かれ、二胚動物（菱形動物）と直泳動物の2群が置かれるようになった。しかしこれらは互いに系統関係がないと考えられ、現在ではそれぞれ独立した動物門に置かれるのが普通であるが、現在でも中生動物という語を用いてこの2群を指すこともある。もしくは原生動物と後生動物の間の進化段階を示す単語として用いられる。
学名 Mesozoaはギリシャ語の μέσος（mésos, 中間）とζῷον（zôion, 動物）に由来する。

## 研究史
中生動物 Mesozoa は、ニハイチュウ類を原生動物 Protozoa と後生動物 Metazoa との中間に位置をする動物群として、1876年にベルギーのエドゥアール・ファン・ベネデン (Édouard van Beneden) により設立された。これは1874年、エルンスト・ヘッケルがガストレア説を発表した後で、ニハイチュウは少ない細胞数と単純な体制であるため、これを後生動物の起源的動物だとイメージしたからだと考えられている。
1882年には、ファン・ベネデンはチョクエイチュウ（直泳虫）をこれに含め、ニハイチュウを菱形動物 order Rhombozoa、チョクエイチュウを直泳動物 order Orthonectida とした。それに対し、1879年にアルフレッド・マチュー・ジアールはチョクエイチュウを動物の進化上、嚢胚様の仮想動物 Gastraeada と渦虫類との聞に置き、チョクエイチュウとニハイチュウは渦虫類などを含む蠕虫類 Vermes に属するとみなし、ニハイチュウなどの簡単な体制は寄生による特殊化によるもので、ニハイチュウなどは本来複雑な体制をもつ動物であったと考えた。
1888年、Hatschek はその構造が腔腸動物のプラヌラ幼生に似ていることから、腔腸動物に含め、この群の名を Planuloidea に変えた。多くの動物学者はこれを退化したヒラムシとして扱い、扁形動物に含めた。
これ以降、多くの小型多細胞生物が無差別に中生動物として記載されることになる。1892年 Johannes Frenzel によりサリネラ Salinella salve が、1903年 Eugen Robert Neresheimer によりローマンネラ Lohmannella catenata が中生動物として記載された。その翌年1904年に Neresheimer は、Koeppen が1894年に発見したアメーボフリア Amoebophrya を中生動物門に含めた。1906年、Dogiel はハプロゾーンを中生動物門に含め、その下に class Catenata を設立した。しかし、寄生性渦鞭毛藻 Blastodinium との類似を指摘され、2年後の1908年、Neresheimer がハプロゾーンを中生動物門から除いた。1910年、Olaw Schröder はブッデンブロッキア Buddenbrockia plumatellae を中生動物の1種として記載したが、当時淡水産の中生動物として注目された。その2年後、Schröder はブッデンプロッキアの体に4列の縦走筋がみられることを発見したため、この動物は中生動物ではなく、センチュウが寄生生活のために極度に退化したものと考えた（2002年にはミクソゾアの一種と考えられるようになる）。1940年、Hyman はローマンネラおよびアメーボフリアを寄生性渦鞭毛藻であるとした。
こうして、中生動物は1882年にファン・ベネデンが定めた2群のみに戻った。Hochberg (1983) は、ニハイチュウやチョクエイチュウにみられるような体制を指すときにのみに中生動物という用語を用いることを提案している。その後 Kozloff (1990) は、あるステージのニハイチュウ類はチョクエイチュウ類のそれに表面的には似ているが、それ以外の点においては明確に異なっているため、これらを独立の門に置いた。また、中生動物という語は本来原生動物と後生動物を繋ぐ進化段階を指す分類群として提唱されたものであるため、望ましくない。こういった経緯があり、中生動物はもはや一つの門としては用いられないが、これまで通り俗語としてニハイチュウとチョクエイチュウの総称を指すのに用いられる。

## 特徴
van Beneden (1876) は中生動物の体について以下のように記述した。一部あるいは全細胞に繊毛がみられる外胚葉と、1個または数個の細胞からなり生殖細胞を生じる内胚葉からなる。基底膜、間充織および体腔はみられない。生殖は無性生殖と有性生殖がみられる。
Hyman (1940) による定義では、中生動物はライフサイクルの一部または全てをシンシチウムの体表層が1もしくは複数の生殖細胞を取り囲む、多細胞の内部寄生虫である。複雑な生活史をもち、無性生殖と有性生殖の世代を世代交代する。後生動物中の一群として置かれ、体細胞の表層と内部の生殖細胞からなる無腔胞胚（stereoblastula）の構造を持っている多細胞動物だとされる。

## 各動物群

### ニハイチュウ類

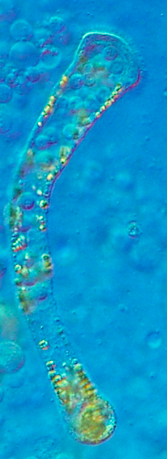
コンボウニハイチュウ の顕微鏡写真。

ニハイチュウ（二胚虫）類 Dicyemida は頭足類（タコおよびコウイカ類）の腎嚢に寄生（片利共生）している。体の大きさは数 mm （ミリメートル）で、体を構成する細胞は多細胞動物の中で最少級の蠕虫様の動物である。2018年時点で、全世界の頭足類約25属から3科8属約140種の二胚動物が確認されている。現在は独立の門二胚動物門とされることが多い。
1839年、ドイツの August Krohnはニハイチュウの存在を詳細に記録した。1849年、スイスのアルベルト・フォン・ケリカーは生活史に2種類の幼生があることから、これを Dicyema と名付けた。その後1876年、ベルギーの研究者ファン・ベネデンは、ディキエマ属 Dicyema を含む数属を新たな目 Dicyemides van Beneden, 1876 に含め、中生動物を設立し、その中に置いた。
ネマトジェンおよびロンボジェンと呼ばれるニハイチュウの成体は通常、1個の軸細胞と20個程度の体皮細胞からなる。筋肉組織、消化器など組織や器官と呼べる構造はなく、主要器官は生殖腺だけである。ただし、生殖形態に無性生殖と有性生殖があるため、生活環は複雑である。無性生殖の場合、無性生殖する成体（ネマトジェン）と蠕虫型幼生でサイクルを形成する。個体群密度が増えると、有性生殖を開始し、ロンボジェンと呼ばれる成体から滴虫型幼生が発生し、新宿主へ到達・感染する。

### チョクエイチュウ類

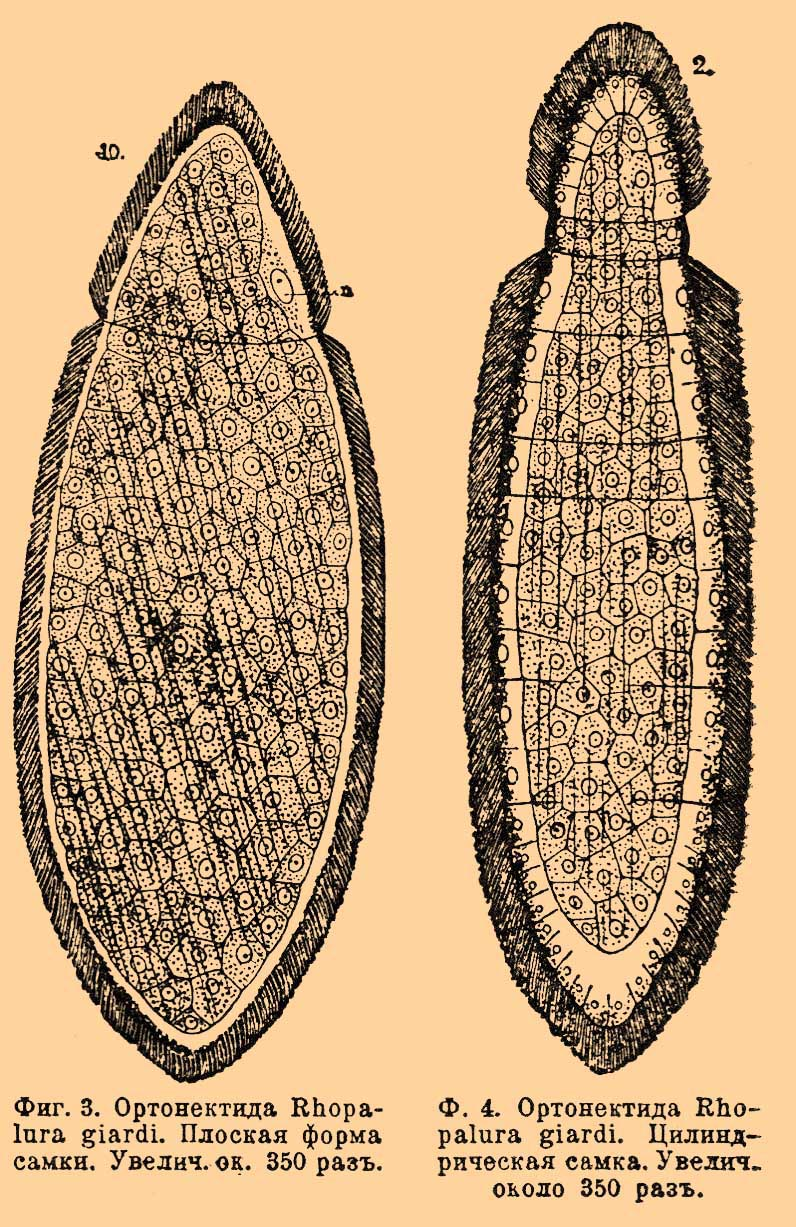
チョクエイチュウ のスケッチ。

チョクエイチュウ（直泳虫）類 Orthonectida は扁形動物渦虫類、紐形動物、環形動物多毛類、 軟体動物腹足類や二枚貝類、棘皮動物クモヒトデ類など、様々な海産無脊椎動物の組織や体腔中にみられる体長 1 mm 以下の寄生虫である。現在は独立の門直泳動物門とされることが多い。
1868年、Keferstein によりヒラムシの仲間 Leptoplana tremellaris からはじめて観察され、1877年にジアールにより直泳類 Orthonectida が創設された。
これまで直泳虫は世界各地から2科5属約25種が知られているが、日本からは田近により厚岸産の渦虫から1種キリオキンクタ・アッケシエンシス Ciliocincta akkeshiensis Tajika, 1979 が記載されているのみである。
直泳虫の多くは雌雄異体で性的二型がみられる。受精は雌の体内で起こり、螺旋卵割を行う。体表部はクチクラで覆われ、その下部に一層の体皮細胞、体内には生殖細胞がみられる。体皮細胞と生殖細胞の問には未分化な筋細胞の分化がみられ、筋繊維を含む収縮細胞が生殖細胞をとり囲んでいる。体皮細胞は大きさの異なる細胞からなるが、大きさの等しい細胞が横に規則的に配列するため、環を積み重ねたようにみえる。繊毛が前向きに生えている体の前端部の1から数環は前錐 (anterior cone)、繊毛を持たない後端部の1から数環は後錐 (posterior cone) と呼ばれる。

### サリネラ

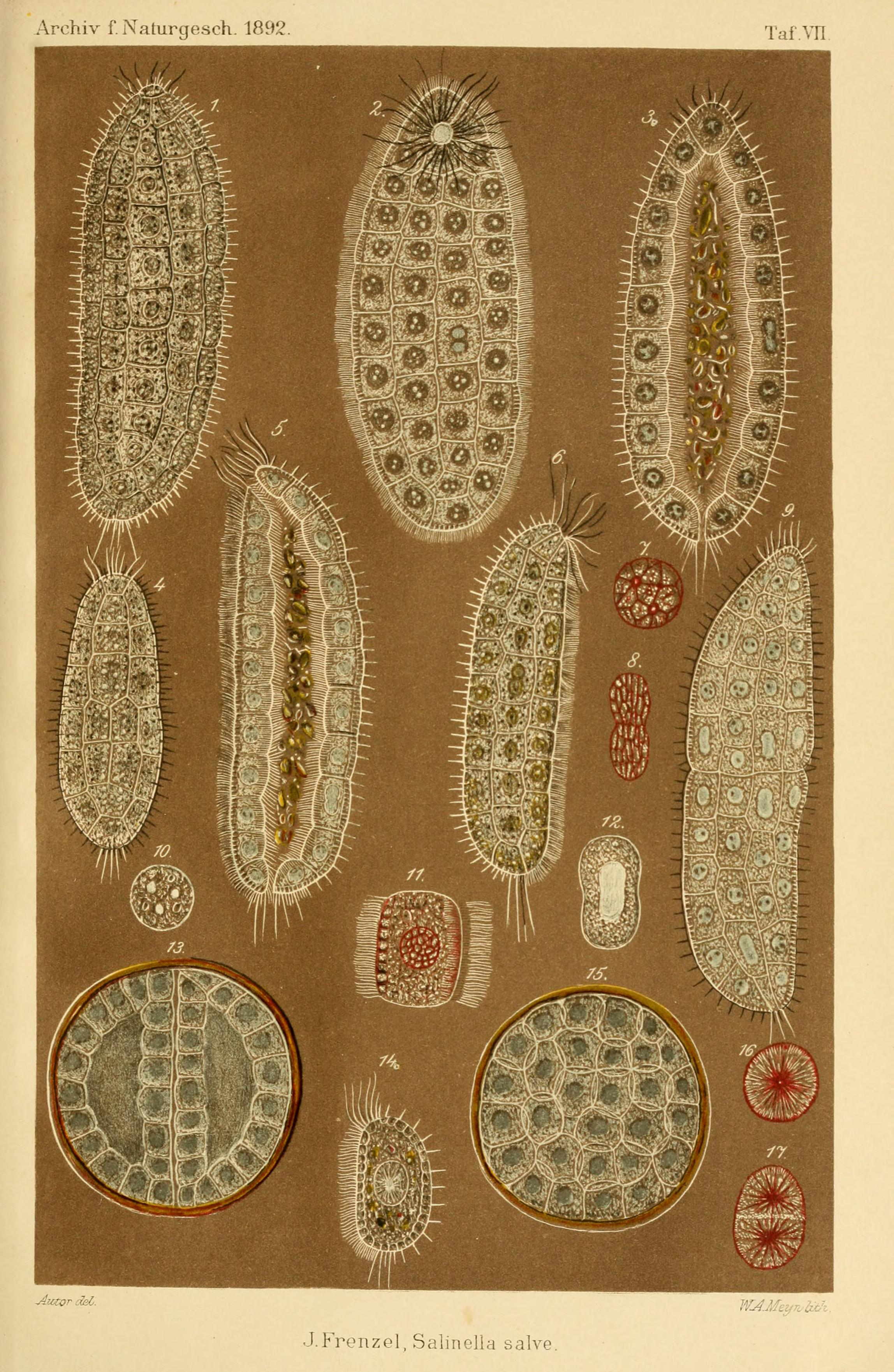
Frenzelによるサリネラのスケッチ。

サリネラ Salinella salva Frenzel, 1892 は一層の体皮細胞が腸を取り囲む袋状の構造からなる 2 mm ほどの動物である。1属1種の単型である。
1892年 Johannes Frenzel によりアルゼンチン、Cordova 産の岩塩からつくった2%食塩水中に発見されたが、それ以来再発見されることなく、その存在が疑問視されている。体制が単一の細胞層からなるためファン・ベネデンの定めた中生動物とは性質を異なるため別の門とすべきという意見があり、サリネラを一胚葉動物 Monoblastozoa Blackwelder, 1963と呼ぶ研究者もいる。
現存する後生動物の体は簡単な体制のものでも基本的に内胚葉と外胚葉の2層の細胞層からなるが、Frenzel が記載したサリネラの体は一層の体皮細胞が腸を取り囲む袋状の構造からなる。背腹および前後の区別があり、背側の体皮細胞の外表面には剛毛がみられ、腹側の体皮細胞の外表面には繊毛が生える。腹部の前後端にはそれぞれ口と肛門が開口し、口の周囲には長いひげ状の感覚剛毛が生え、肛門周囲には長い棘状の剛毛が生えている。体の内腔は腸に相当し、その内表面全体には繊毛がみられる。生殖はもっぱら縦分裂による無性生殖だが、しばしば2個体が接合しシストを形成するという。このシストのなかの一部の細胞が遊離し、それから個体が形成されると考えられている。サリネラは多細胞動物であるが、Frenzel (1892) の描いたスケッチや個体が接合するといった生殖方法から繊毛虫 下毛類のスティロニキアが連想される。

### 平板動物

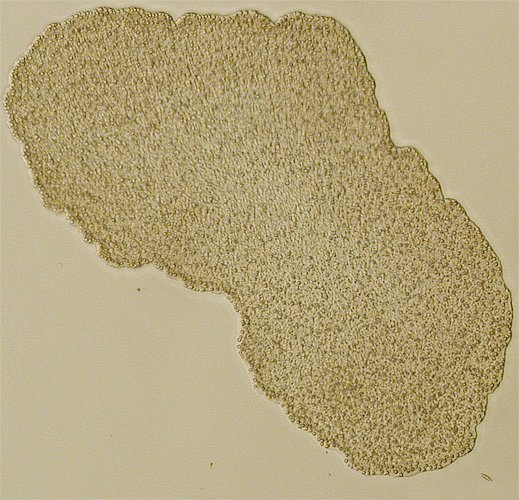
センモウヒラムシ Trichoplax adhaerens。

センモウヒラムシ Trichoplax adhaerens およびトレプトプラクス Treptoplax reptans はともに板状の多細胞動物で、それぞれ1種が記載されているが、Tre. reptans は最初の発見から再発見されず、その存在が疑問視されている。センモウヒラムシ Tri. adhaerens は世界各地の暖海沿岸から報告があり、日本では和歌山県白浜や沖縄で発見されているが、この種がコスモポリタンであるかは疑問であるとされていた。現在は平板動物門に置かれる。2018年以降、種の認識が改められ、分子系統解析に基づいて2綱4目が設立されている。
センモウヒラムシ Tri. adhaerens は1883年 Franz Eilhard Schulze によりオーストリア、グラーツの海水水槽中に発見され、トレプトプラクス Tre. reptans は1895年 Francesco Saverio Monticelli によりナポリの臨海実験所の海水水槽中に発見された。センモウヒラムシは以前ヒドロクラゲ Eleutheria krohni Krumbach, 1907 のプラヌラ幼生とされ、トレプトプラクスはヒドロクラゲ Eleutheria claparedei Hartlaub, 1889 のプラヌラ幼生とされた経緯がある。このような形態の類似や18SrDNAの塩基配列の比較から、2003年、キャバリエ＝スミスと Chao により刺胞動物との類縁が推測されたが、同年 Ender と Schierwaterによりセンモウヒラムシと刺胞動物についてミトコンドリア 16SrRNA の二次構造が比較され、刺胞動物との関連は否定された。1971年、Grell によりこれらは平板動物門 Placozoa Grell, 1971 とされ、現在もそう扱われる。長らく平板動物はセンモウヒラムシのみの1属1種とされてきたが、2017年Hoilungia hongkongensis が、2019年 Polyplacotoma mediterranea が記載された。
体には背腹の区別は認められるが、左右の区別は認められない。背側の上皮細胞には油滴を含む細胞がある。背側と腹側の上皮の間には筋繊維をもつ間充織細胞がみられる。Grell & Ruthmann (1991) によればこの間充織細胞は間充織細胞同士または背腹の上皮とシナプス結合様の接着様式で連絡し合い、（他の後生動物では神経細胞が担う）細胞間の情報伝達や（他の後生動物では筋細胞が担う）収縮の機能を兼ねた働きをもつ。

### ハプロゾーン
ハプロゾーン Haplozoon Dogiel, 1906 は多毛類の腸内にみられる大きさ 0.1–0.2 mm の寄生虫である。これまで北ヨーロッパや北アメリカ沿岸に生息する多毛類 Aricia norvegica、Travisia forbesi、Clymene lumbricalis および Axiothella rubricincta から9種が発見されている。現在では動物ではなくアルベオラータの渦鞭毛虫門 Dinoflagellata に置かれる。
1906年、Dogiel はハプロゾーンを中生動物門に含め、class Catenata を設立した。しかし、群体性のグレガリナの1種とする見方もあったが、生活史に dinospore が生じることなど寄生性渦鞭毛藻 Blastodinium との類似を指摘され、2年後の1908年、Neresheimer がハプロゾーンを中生動物門から除いた。Saldarriaga et al. (2001) による SSU rDNA の塩基配列の比較による研究結果からも渦鞭毛藻類の1種であることが示された。
ハプロゾーンの生活史には棘状の突起を出す細胞 trophocyte に連なる5–100個ほどの細胞からなる多細胞性のステージがみられる。ハプロゾーンは生活史のなかに群体生活に適応したステージをもつ寄生性渦鞭毛藻類である．

### ローマンネラ
ローマンネラ Lohmannella Neresheimer, 1903 はサイズチボヤ類の生殖腺にみられる寄生虫である。日本では、1913年谷津により三崎産のサイズチボヤ Fritillaria sp. から未記載種1種の報告があるのみ。現在では動物ではなくアルベオラータの渦鞭毛虫門に置かれる。
尾虫類の研究で知られる H．Lohmann が1896年にサイズチボヤの生殖腔に寄生虫を発見した。その後 Neresheimer（1903; 1904）がサイズチボヤ Fritillaria pellucida とホソサイズチボヤ F．haplostoma からそれぞれ Lohmannella catenata と L. paradoxa の2種を記載した。Neresheimer (1903) はローマンネラを中生動物としたが、Hyman (1940) によると寄生性渦鞭毛藻類の1 種と考えられている。
体長は 0.3–0.4 mm ほどで、その体は3–6個のドーナツ状の細胞を積み重ねたチョロギような形をなす。体の前端の細胞には多数の枝状または指状の仮足がみられる。成熟した個体では体の後端部から順に細胞が分離し宿主から離れる。

### アメーボフリア
アメーボフリア Amoebophrya Koeppen, 1894 は暖海性のプランクトン（フタヒゲムシ、ハダカオビムシ、夜光虫および放散虫） の体内に普通にみられる寄生虫である。現在では動物ではなくアルベオラータの渦鞭毛虫門に置かれる。
1894年、Koeppen が放散虫 Sticholonche から Amoebophrya sticholonchae をはじめて記載したが、この寄生虫はそれ以前からプランクトンの研究者の間で知られていた。1904年、Neresheimer はローマンネラとともにアメーボフリアを中生動物門に含めたが、その後生活史にみられるいくつかのステージの研究から、Hyman (1940) ではアメーボブリアは寄生性渦鞭毛藻類の1種とされた。Saldarriaga et al. (2001) により、18S rRNA や SSU rDNA の塩基配列の比較による系統解析からも渦鞭毛藻類の1種であることが示された。
アメーバのようにゆっくり体の形を変えることができることから名づけられた。生活史のなかで寄生生活を送るステージは trophont で，宿主から離れると反転し自由生活を送る蠕虫様のステージ vermiformを形成する。この vermiform から dinospore が形成され宿主の体内に侵入すると考えられている。

### ブッデンブロッキア
ブッデンブロッキア Buddenbrockia plumatellae O. Schröder, 1910 は淡水産コケムシの体内にみられる寄生虫である。ベルギー、ドイツ、トルコ、ブラジル、ブルガリア、日本およびイギリスで発見されている。うち日本からは1972年に織田秀美により利根川（古利根）産のヒメテンコケムシ Lophopodella carteri (Hyatt, 1866) からB. plumatellae が報告されている。現在は刺胞動物門ミクソゾア綱に置かれる。
1850年デュモルティエと Pierre-Joseph van Beneden によって淡水産コケムシ Plumatera fungosa の体腔中から報告されていたが、十分に記載されることはなかった。それから半世紀後の1904年に Olaw Schröder がドイツで採集し固定していた淡水産コケムシ2種 Plumatera repens および P. fungosa を von Buddenbrock が休芽の研究のためにと譲り受けたところ、偶然 von Buddenbrock はそのコケムシの体内に寄生虫を発見した。Schröderはその寄生虫に興味を抱き、一度 von Buddenbrock に提供したコケムシの中から寄生虫の感染している群体を譲り受け詳細に調べ、1910年、中生動物の1種として記載するに至った。当時淡水産の中生動物として注目されたという。しかし1912年、Schröder はブッデンプロッキアの体に4列の縦走筋がみられることを発見し、中生動物ではなくセンチュウが寄生生活のために極度に退化したものと考えた。その後、ブッデンプロッキアと吸虫類との問に生殖腺の位置や初期発生のプロセスに類似点が見い出され、吸虫類との類縁が指摘された。2002年、Schröder が記載した幼生はミクソゾアに見られる極嚢胞子であることが Okamura らにより明らかになり、ミクソゾアとの関連が示唆された。同年 Monteiro らにより18SrRNAの塩基配列の比較からもこの動物はミクソゾアの一種であることが示された。また、近年ではミクソゾアは刺胞動物に内包され、2007年には系統分析によってブッデンブロッキアもやはり刺胞動物であるという結果が出ている。
0.1 mm ほどの寄生虫で、4列の縦走筋をもつ。

## 他の群との関係
他の動物と比較すると、扁形動物（プラナリアなど）や脊索動物（ホヤ、脊椎動物など）などのような三胚葉ではなく、二胚葉に見える。他に刺胞動物（クラゲ、サンゴなど）と有櫛動物（クシクラゲなど）が二胚葉だが、これらの生物が放射相称であるのに対し、中生動物は左右対称的である。また、同様に器官の分化が見られない動物に海綿動物があるが、これは他の動物と比較するのが難しいほど独特である。

## 系統
中生動物の系統的位置については、はっきりとした共通見解が得られていない。分子生物学的な系統解析では、中生動物は三胚葉動物に属すると示唆する結果が得られている。この結果は扁形動物等の三胚葉動物が寄生生活によって特殊化したためとする説、原始的な三胚葉動物とする説に分かれている。いずれにせよ、中生動物は多系統であるという考えが認められるようになっており、中生動物はニハイチュウを含む二胚動物門 (Dicyemida) と直泳動物門 (Orthonectida) という2つに大別されるようになりつつある。